# 諾利克 (亞利桑那州)
諾利克（英語：Nolic）是位於美國亞利桑那州皮馬縣的一個人口普查指定地區。根據2010年美國人口普查，該地共人口500人，而該地的面積約為1.35平方千米。

## 地理
諾利克的座標為32°02′03″N 111°57′18″W / 32.03417°N 111.95500°W，而該地最高點為海拔高度725米（即2379英尺）。